# الكلابية (إسنا)
قرية الكلابية هي إحدى القرى التابعة لمركز اسنا في محافظة الأقصر في جمهورية مصر العربية. حسب إحصاءات سنة 2006، بلغ إجمالي السكان في الكلابية 3963 نسمة، منهم 1993 رجل و1970 امرأة.